# Howard Saunders
Pour les articles homonymes, voir Saunders.
Howard Saunders est un ornithologue britannique, né le 16 septembre 1835 à Londres et mort le 20 octobre 1907.

## Biographie
Il commence ses études à Leatherhead et à Rottingdean. Il dirige une banque d’investissement, fonction qu’il le conduit à beaucoup voyager. En 1855 puis en 1862, il se rend au Brésil et au Chili. Il se consacre alors à l’étude de l’avifaune d’Espagne et fait paraître, sur ce sujet, de nombreuses publications dans The Ibis. Il visite les Pyrénées en 1883 et en 1884. Il publie également des articles sur les oiseaux de Suisse en 1891 et un rapport sur la faune de France, The Distribution of Birds in France (1893).
Saunders est un expert des goélands et des sternes. Il est le secrétaire de la British Ornithologists' Union de 1901 à 1907, il est le premier secrétaire et le trésorier de la British Ornithologists' Club. Il est aussi un membre actif de la Zoological Society of London, de la Linnean Society of London et de la Royal Geographical Society.

## Liste partielle des publications
- 1889 : Sternae.
- 1889 : An Illustrated Manual of British Birds.
- 1896 : Avec Osbert Salvin (1835-1898) Catalogue of the Gaviae and Tubinares in the Collection of the British Museum.

## Source
- (en) Cet article est partiellement ou en totalité issu de l’article de Wikipédia en anglais intitulé « Howard Saunders » (voir la liste des auteurs).